# Cao lầu

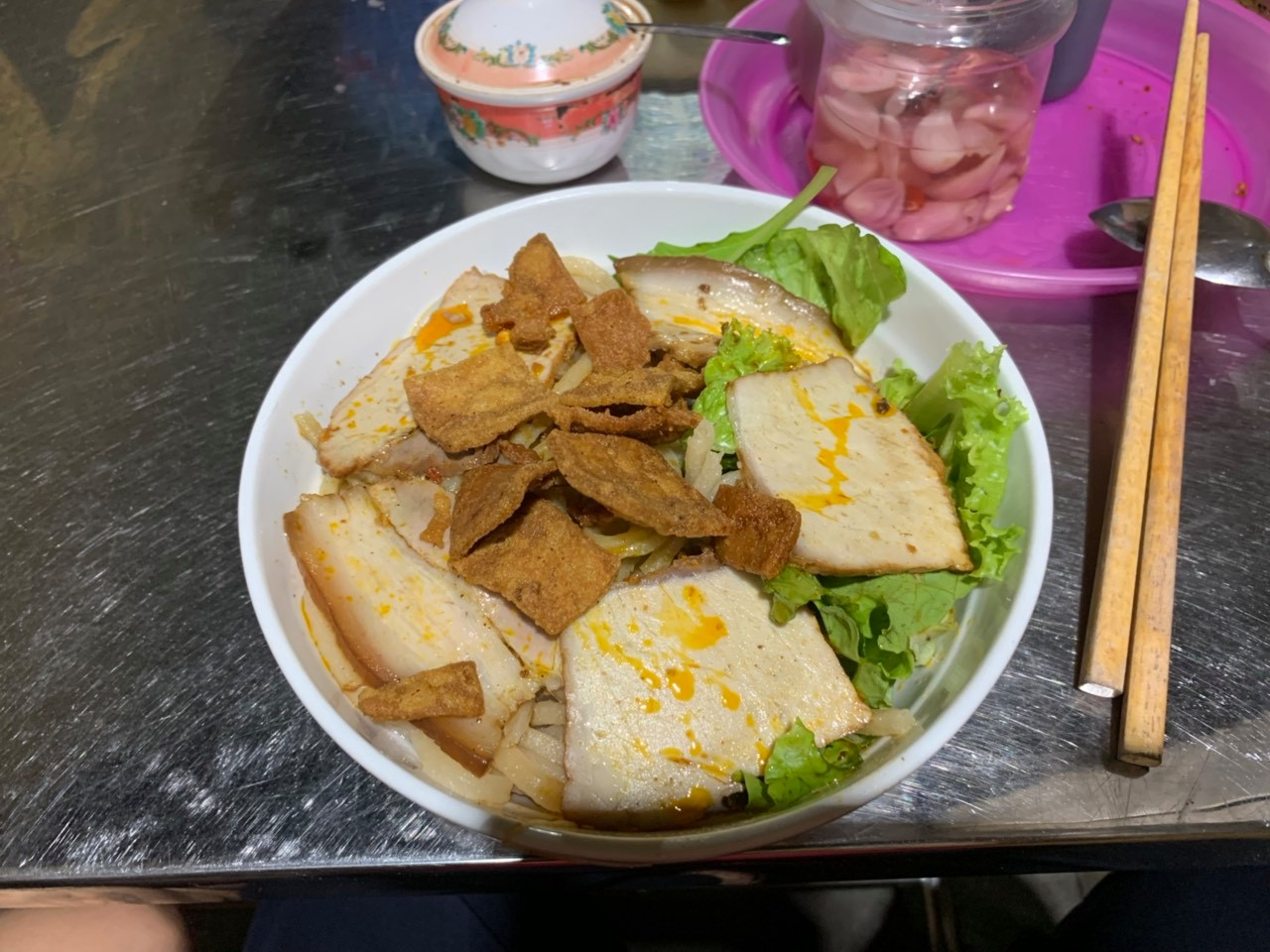
Một bát cao lầu

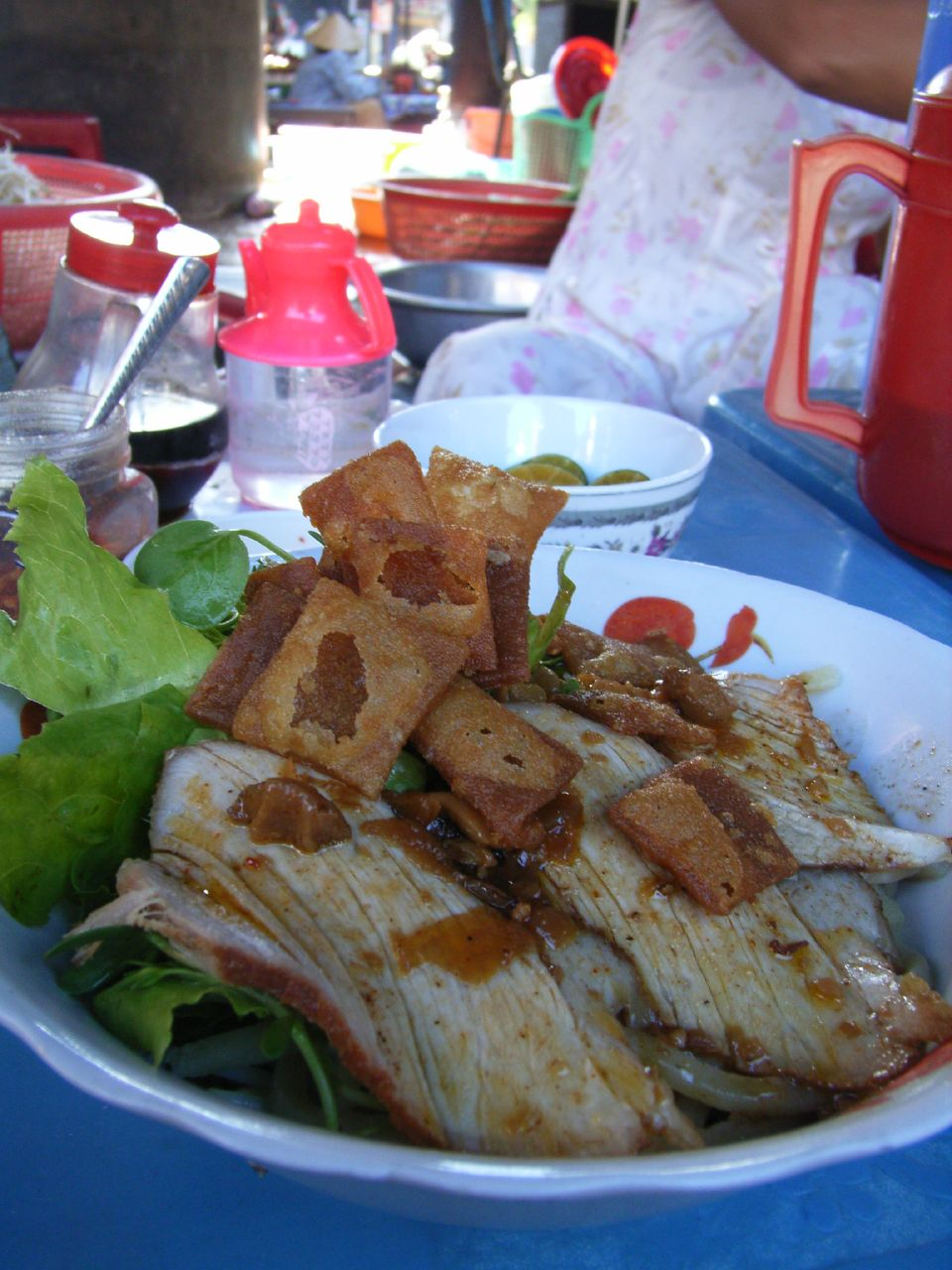
Một tô cao lầu với thịt xíu, rau sống và da heo chiên giòn

Cao lầu là một món mì ở Quảng Nam, Việt Nam. Đây được xem là món ăn đặc sản của thành phố Hội An. Món mì này có sợi mì màu vàng, được dùng với tôm, thịt xíu (xá xíu), các loại rau sống và rất ít nước dùng. Sợi mì màu vàng là do bột được hòa chung với tro từ một loại cây ở địa phương.
Theo lịch sử ghi chép, cao lầu đã xuất hiện từ thế kỷ 17. Trong khoảng thời gian này, các thương nhân Trung Quốc và Nhật Bản thường xuyên lui tới cảng Hội An. Họ đã mang theo văn hóa ẩm thực riêng của nước họ, rồi dần dần tạo điều kiện cho món cao lầu ra đời - có thể được xem là sự pha trộn giữa nền ẩm thực Trung và Nhật.
Chưa dừng lại ở đó, món cao lầu còn được biến tấu theo thời gian để hợp khẩu vị hơn đối với người Việt, rồi trở thành món ăn đặc sản của người dân miền Trung.
Tên gọi "cao lầu" có nghĩa là món ăn cao lương mỹ vị và được thưởng thức ở trên lầu cao. Nói một cách khác, thực khách có thể vừa dùng món ăn, vừa ngắm được toàn bộ cảnh đẹp của phố phường Hội An ngay từ trên lầu cao.